# Eotetranychus cactorum
Eotetranychus cactorum är en spindeldjursart som beskrevs av Baker och Pritchard 1960. Eotetranychus cactorum ingår i släktet Eotetranychus och familjen Tetranychidae. Inga underarter finns listade i Catalogue of Life.